# Wpust czółenkowy

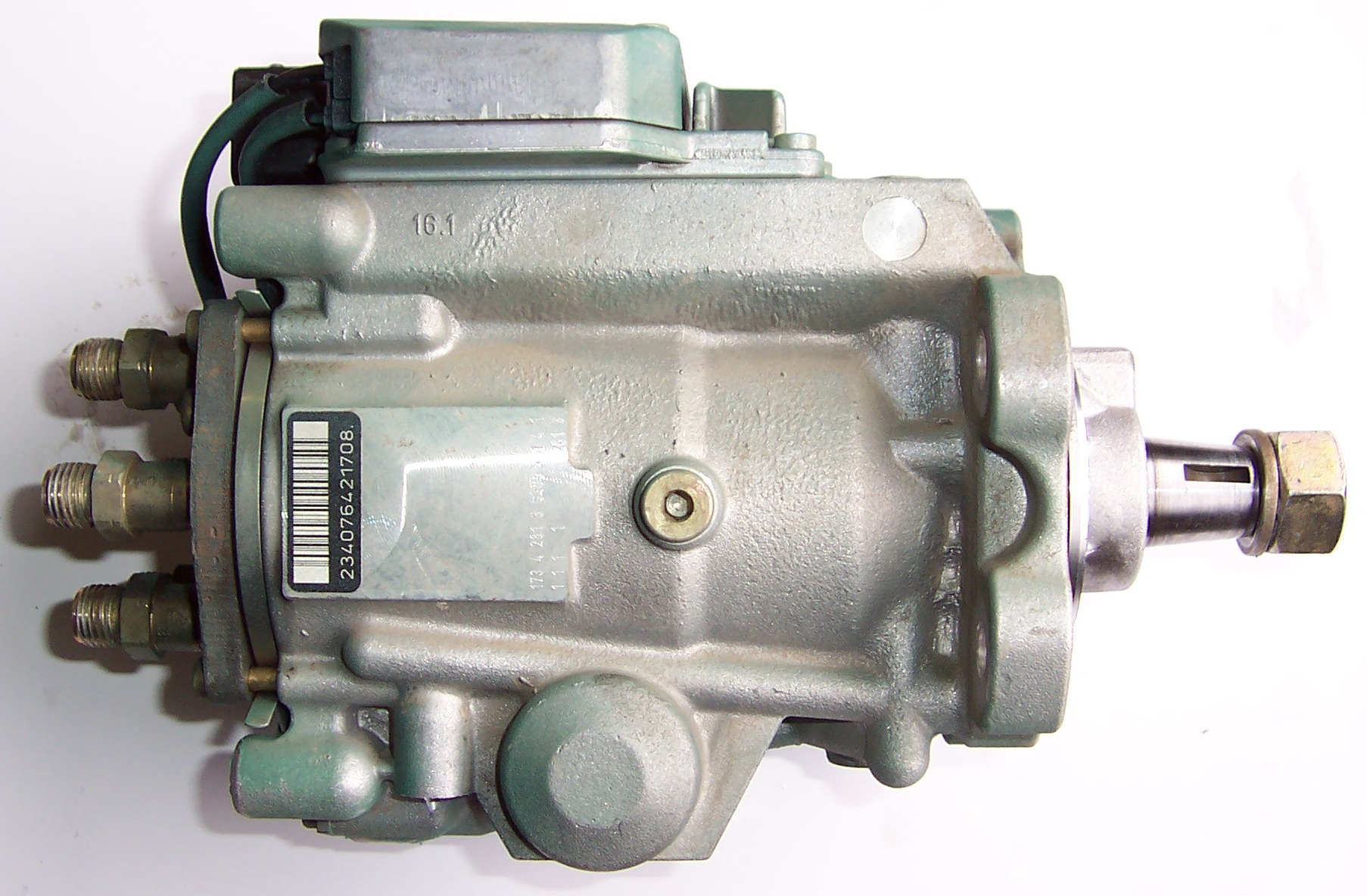
Zastosowanie.

Wpust czółenkowy normalny

Wpust czółenkowy ścięty – jego wysokość stanowi 80% wysokości wpustu normalnego

Wpust czółenkowy, wpust Woodruffa – element połączenia wpustowego w kształcie odcinka koła, służący do połączenia piasty z wałem. Wpusty czółenkowe stosuje się zarówno w złączach walcowych, jak i stożkowych, ale zwykle nieprzekraczających średnicy 40 mm. Wykonuje się je najczęściej z pręta ciągnionego ze stali konstrukcyjnej ogólnego przeznaczenia St5 lub St7.
Wyróżnia się dwie postacie wpustów czółenkowych:
- normalną
- ściętą.

## Normalizacja
Wymiary wpustów czółenkowych, jak i rowków pod nie, zawarte są w:
- PN-88/M-85008[1]
- ISO 3912
- UNI 6604 B
- DIN 6888.

Według polskiej normy wpusty powinno się oznaczać przez podanie szerokości b i wysokości h rozdzielonych znakiem „×”. Dodatkowo w przypadku wpustów ściętych należy po nazwie, a przed wymiarami, dodać literę S, na przykład: wpust czółenkowy S 6×8 PN-88/M-85008.